# Washington County, Oklahoma
 Washington County är ett administrativt område i nordöstra delen av delstaten Oklahoma. Den administrativa huvudorten (county seat) är  Bartlesville  som ligger cirka 210 km nordost om delstatens huvudstad Oklahoma City och cirka 35 km söder om gränsen till delstaten Kansas. Det fick sitt namn efter George Washington, USA:s förste president.

## Geografi
Enligt United States Census Bureau så har countyt en total area på 1 099 km². 1 080 km² av den arean är land och 19 km² är vatten. 

### Angränsande countyn
- Montgomery County, Kansas - nord
- Nowata County - öst
- Rogers County - sydost
- Tulsa County - syd
- Osage County - väst
- Chautauqua County, Kansas - nordväst

### Större städer och samhällen
- Bartlesville   med cirka  34 750 invånare